# 岩本裕
岩本 裕（いわもと ゆたか、1910年3月2日 - 1988年4月19日）は、日本の仏教学者、古典インド文学者。

## 経歴
愛媛県東予市生まれ。1933年京都帝国大学文学部梵語学梵文学科卒業。京都大学講師、東海大学教授を経て、東京理科大学、橘女子大学、創価大学教授を歴任した。

## 著述活動
坂本幸男との共訳で岩波文庫全3巻『法華経』や、岩波文庫全4巻（抄訳版）でインド文学史で最大の説話文学集成のソーマデーヴァ「カター・サリット・サーガラ」（物語の河川が流れこんだ海との意味）を訳したのをはじめ、仏教史や仏教説話研究を、中世ヨーロッパの説話、ヒンドゥー教、インド哲学との関連で扱った論考もある。
1988年に大著『日本仏教語辞典』（平凡社）を刊行したが、同年に急逝した。同じ平凡社の東洋文庫で『ラーマーヤナ』のサンスクリット原典訳を進めていたが、2巻目で中絶（全7巻予定）し、まとめの『著作集』（同朋舎）も、全5巻刊行予定だったが1・2巻目のみ刊行であった。
『極楽と地獄』（新書判：三一書房 1965年）のカバー紹介文に
著者はインドの古典語のその文献に通達した学者で、インドの説話文学に関しては世界的権威である。しかも、著者はインド古代史に深い関心と該博な知識を持つ学者としても有名で、彼の書くものはすべて広い視野と深い学殖の産物で読者を驚嘆させずにはおかない。今日わが国のインド学者で、彼ほどレパートリーの大きい学者は他にいないといってよい。彼は常にわが国の仏教学者の視野の狭さを慨嘆し、またかれらに問題意識の欠如していることを非難する。彼は相当ズケズケものをいうので、大分損をしている。その癖、彼の教え子で彼を得とする人の多いのも事実である。それと言うのも彼が嘘を言えない男だからである。彼の書くものにも嘘はない。自己の保身のために筆を曲げたりすることが絶対にないのである。その意味で、本書もまた仏教者の嘘をあばき、仏教の真実の姿を伝えるものであり、まさに著者でなくては書きえない書ということができよう。
とあり個性の強い性格でもあった。著書・論文多数だが評価が確立されていない所が多い。

## 主な著書・研究
- 『インド史』（修道社、1956年、増補版1971年 / 山喜房佛書林（新版） 1982年）
- 『世界の宗教7 布施と救済 大乗仏教』（淡交社、1969年）
- 『インドの説話』（紀伊國屋新書：紀伊國屋書店、1963年 / 単行版・復刻、1994年）
- 『仏教説話』（グリーンベルト新書：筑摩書房、1964年）
- 『佛教入門』（中公新書：中央公論社、1964年）、重版多数
- 『極楽と地獄 日本人の浄土思想』（三一新書、1965年）
- 『観音の表情』（淡交社、1968年） 、写真入江泰吉
- 『日常佛教語』（中公新書、1972年）、重版多数
- 『インド仏教と法華経』（レグルス文庫：第三文明社、1974年）、再版1987年ほか
- 『仏教と女性』（レグルス文庫：第三文明社、1980年）
- 『佛教説話研究序説』（法蔵館、1967年）
- 『スマーガダー=アヴァダーナ』（法蔵館、1968年）
- 『目連伝説と盂蘭盆』（法蔵館、1968年）
- 『ジャータカ佛教説話研究』（全5巻、開明書院、1978-79年）、上記3冊の改訂版を含む
  1. 『佛教説話研究序説』
  2. 『佛教説話の源流と展開』
  3. 『佛教説話の伝承と信仰』
  4. 『地獄めぐりの文学』
  5. 『スマーガダー＝アヴァダーナ研究』
- 『佛教事典 佛教聖典選 別巻』 （読売新聞社、1978年）
- 『日本佛教語辞典』（平凡社、1988年）
- 『岩本裕著作集1 佛教の虚像と実像』（同朋舎、1988年）
- 『岩本裕著作集2 佛教の内相と外相』（同朋舎、1989年）

### 主な訳・解説
- 『法華経』（全3巻、坂本幸男共訳、岩波文庫、改版1976年、同ワイド版：岩波書店、1991年）、文庫は電子書籍版も刊
- 『佛教聖典選』（全7巻、読売新聞社、1974-1975年）
  1. 初期経典
  2. 佛伝文学・佛教説話
  3. 大乗経典Ⅰ
  4. 大乗経典Ⅱ
  5. 大乗経典Ⅲ
  6. 大乗経典Ⅳ
  7. 密教経典
- ピエール・メイル 『インド史』（白水社 文庫クセジュ、1954年）
- ソーマデーヴァ 『カター・サリット・サーガラ インド古典説話集』（全4巻、岩波文庫、1954-1961年）、復刊1989年、2004年
- ヴァールミーキ編 『ラーマーヤナ 1・2』（平凡社東洋文庫、1980年-1985年）、のちワイド版（2006年ほか）、オンデマンド版
- ヴァーツヤーヤナ 『完訳 カーマ・スートラ』（平凡社東洋文庫、1998年、ワイド版2009年／平凡社ライブラリー、2025年9月）- 解説中野美代子。 初刊版・杜陵書院（1949年）を改訂
- 『原典訳 ウパニシャッド』（編訳、ちくま学芸文庫、2013年）- 解説立川武蔵
  - 元版『ヴェーダ・アヴェスタ 世界古典文学全集3』 筑摩書房、1967年、復刊1982年、2005年ほか - 訳者は他に辻直四郎、服部正明、伊藤義教ら。
- 『世界童話文学全集 13 インド童話集』（講談社、1960年）
- 『インドの昔ばなし』（法蔵館、1982年）
- 『サンスクリット文法』（山喜房佛書林、初版1956年／新版 同朋舎、1987年）
- 『サンスクリット文法綱要』（山喜房佛書林、初版1965年、改版1991年ほか）

### 論文
- CiNii>岩本裕
- INBUDS>岩本裕